# Diócesis de Hà Tĩnh
La diócesis de Hà Tĩnh (en latín: Dioecesis Hatinhen(sis) y en vietnamita: Giáo phận Hà Tĩnh) es una circunscripción eclesiástica latina de la Iglesia católica en Vietnam, sufragánea de la arquidiócesis de Hanói. Su actual obispo es Louis Nguyên Anh Tuan.

## Territorio y organización
La diócesis tiene 14 107 km² y extiende su jurisdicción sobre los fieles católicos de rito latino residentes en las provincias de Hà Tĩnh y Quảng Bình.
La sede de la diócesis se encuentra en la ciudad de Văn Hạnh (cerca de Hà Tĩnh), en donde se halla la Catedral de San Miguel Arcángel.
En 2019 en la diócesis existían 121 parroquias.

## Historia
La diócesis fue erigida por el papa Francisco el 22 de diciembre de 2018 con la bula Missionem Ecclesiae, obteniendo el territorio de la diócesis de Vinh.

## Estadísticas
De acuerdo al Anuario Pontificio 2020 la diócesis tenía a fines de 2019 un total de 241 112 fieles bautizados.
| Año                                                                             | Población            | Población | Población      | Sacerdotes | Sacerdotes    | Sacerdotes    | Bautizados por sacerdote | Diáconos permanentes | Religiosos | Religiosos | Parroquias |
| Año                                                                             | Bautizados católicos | Total     | % de católicos | Total      | Clero secular | Clero regular | Bautizados por sacerdote | Diáconos permanentes | Varones    | Mujeres    | Parroquias |
| ------------------------------------------------------------------------------- | -------------------- | --------- | -------------- | ---------- | ------------- | ------------- | ------------------------ | -------------------- | ---------- | ---------- | ---------- |
| 2018                                                                            | 241 112              | 2 153 300 | 11.2           | 93         | 93            |               | 2593                     |                      | 19         | 188        | 96         |
| 2019                                                                            | 241 112              | 2 137 505 | 11.3           | 135        | 117           | 18            | 1786                     |                      | 23         | 48         | 121        |
| Fuente: Catholic-Hierarchy, que a su vez toma los datos del Anuario Pontificio. |                      |           |                |            |               |               |                          |                      |            |            |            |

## Episcopologio
- Paul Nguyễn Thái Hợp, O.P. (22 de diciembre de 2018-19 de marzo de 2021 retirado)
  - Louis Nguyên Anh Tuan, desde el 19 de marzo de 2021 (administrador apostólico)[4]
- Louis Nguyên Anh Tuan (25 de marzo de 2023)